# Ansamblul modern Pampulha
Ansamblul Modern Pampulha a fost centrul unui proiect vizionar de oraș grădină creat în 1940 la Belo Horizonte, capitala statului Minas Gerais. Proiectat în jurul unui lac artificial, acest centru cultural și de agrement includea un cazinou, o sală de bal, clubul de iaht de golf și biserica São Francisco de Assis. Clădirile au fost proiectate de arhitectul Oscar Niemeyer, în colaborare cu artiști inovatori. Ansamblul cuprinde forme îndrăznețe care exploatează potențialul plastic al betonului, contopind în același timp arhitectura, designul peisagistic, sculptura și pictura într-un întreg armonios. Reflectă influența tradițiilor locale, a climei braziliene și a împrejurimilor naturale asupra principiilor arhitecturii moderne.Valoare universală excepțională 
sinteză
Proiectat în 1940 în jurul unui lac artificial, ansamblul Pampulha, format din patru clădiri amplasate într-un teren amenajat, a fost un centru de agrement și cultură în cartierul „oraș grădină” din Belo Horizonte, construit ca noua capitală a statului Minas Gérais.
Cazinoul, sala de bal, clubul de iaht de golf și Biserica São Francisco De Assis, au fost proiectate de arhitectul Oscar Niemeyer care, lucrând în colaborare cu inginerul Joaquim Cardozo și cu artiști precum Cândido Portinari, au creat forme îndrăznețe care au exploatat potențialul plastic al betonului și au integrat artele plastice precum ceramica și sculptura. Designerul peisagist Roberto Burle Marx a consolidat legăturile dintre clădiri și peisajele lor naturale prin grădini proiectate și un circuit de spații care pot fi plimbate pentru a reflecta un dialog cu natura, care a subliniat clădirile ca imagini speciale oglindite în lac.
Ansamblul reflectă modul în care principiile arhitecturii moderne care au evoluat în primele decenii ale secolului al XX-lea au fost eliberate de constructivismul rigid și adaptate organic pentru a reflecta tradițiile locale, clima braziliană și mediul natural. Printr-o colaborare dinamică între diverși artiști inovatori în domeniile lor de activitate, Ansamblul a inițiat o abordare contextuală în care un nou limbaj arhitectural modern fluid a fost fuzionat cu artele plastice și designul și a răspuns contextului său peisagistic.
Această nouă sinteză care a evoluat la Pampulha a făcut ca arhitectura modernă braziliană să fie cunoscută pe scară largă, de exemplu, prin expoziția „Brazil Builds”. Architecture new and old (1652-1942)”, desfășurată la Muzeul de Artă Modernă din New York, în 1943. Noul limbaj arhitectural s-a dovedit extrem de influent în răspunsul la identitățile naționale emergente din America de Sud.
Cazinoul este acum muzeul de artă Pampulha, sala de bal este centrul de referință în urbanism, arhitectură și design, clubul de iaht de golf este clubul de tenis iaht, iar Biserica São Francisco De Assis rămâne în folosință ca biserică. Dincolo de cele patru clădiri și de drumul lor de legătură, conceptul original al cartierului oraș grădina persistă încă în Bulevardul înconjurător, cu marginile sale de iarbă verde și mai departe, în casele decomandate cu înălțimi joase, în grădini spațioase, care oferă colectiv o rațiune generală și un context pentru patru clădiri.
Criteriul (i): Niemeyer, Burle Marx și Portinari au furnizat împreună un ansamblu peisagistic care, în ansamblu, este remarcabil pentru modul în care manifestă un nou limbaj arhitectural modern fluid fuzionat cu artele plastice și designul și unul care interacționează cu contextul său peisagistic. .
Criteriul (ii): Ansamblul modern Pampulha a fost legat de influențe reciproce dintre Europa și America de Nord și periferia Americii Latine și în special de o reacție poetică la austeritatea percepută a arhitecturii europene moderne.
Prin stabilirea unei sinteze între practicile regionale locale și tendințele universale, precum și prin promovarea legăturilor dinamice între arhitectură, designul peisajului și artele plastice, Pampulha a inaugurat o nouă direcție în arhitectura modernă, care ulterior a fost folosită pentru a afirma noi identități naționale în recent independentă America Latină. țări.
Criteriul (iv): Ansamblul Pampulha și conceptele sale inovatoare de arhitectură și peisaj reflectă o etapă specială din istoria arhitecturii din America de Sud, care, la rândul său, reflectă schimbări socio-economice mai ample în societatea dincolo de regiune. Crizele economice din 1929 au provocat cereri pentru ca oamenii să aibă o mai mare incluziune în construirea națiunii. Aceste circumstanțe au influențat proiectarea noului cartier de oraș grădină din Belo Horizonte ca un loc care ar putea reflecta „autonomie” creativă și culturală prin clădiri arhitecturale inovatoare concepute pentru uz public, amplasate într-un peisaj „natural” proiectat, bine dotat cu spații publice pentru timp liber și exerciții fizice.
Integritate
Limitele Ansamblului reflectă designul original al centrului cultural din jurul noului lac și includ cele patru clădiri principale și majoritatea peisajelor din jur, atât proiectate, cât și naturale. Doar partea de vest a lacului este exclusă de la limite. Ansamblul în ansamblu poate fi văzut ca suficient de intact. Cele patru clădiri încă păstrează o relație bună între ele, cu lacul cu care se confruntă și cu cartierul oraș-grădină din spatele lor.
În ceea ce privește conceptul general de design al ansamblului, care îi conferă o coerență, este imposibil din punct de vedere vizual să se separe zonele verzi de pe ambele părți ale drumului înconjurător de ansamblu. Zona verde de 10 metri din partea îndepărtată a drumului și primul rând de case de dincolo fac parte din coerența ansamblului și trebuie gestionate ca atare pentru a susține integritatea întregului.
Trei dintre componentele individuale, Cazinoul, Sala de Bal și Biserica sunt individual intacte în ceea ce privește modul în care reflectă toate caracteristicile arhitecturale originale, în timp ce două dintre ele, Cazinoul și Sala de Bal sunt, de asemenea, amplasate în grădini peisagistice proiectate care reflectă lor. desene originale. Pentru Biserică, în prezent, doar o parte din peisajul său Burle Marx a fost restaurată, dar există un angajament ca partea rămasă a peisajului din Piața Dino Barbieri să fie reconfigurată pentru a respecta desenele originale ale lui Burle Marx.
A patra componentă, Yacht Club, este în prezent compromisă de modificările interne și completările recente și de lipsa peisajului proiectat de Burle Marx. Există un angajament de a efectua lucrările de restaurare necesare pentru a permite clădirii Clubului să-și exprime din nou designul arhitectural și decorativ original și să fie reunită cu peisajul proiectat și fața lacului.
Poluarea lacului rămâne o problemă, în raport cu ideea unui peisaj frumos care oferă activități de agrement în special legate de apă. Această problemă ar trebui abordată pentru ca lacul să poată fi reinstalat ca element care leagă împreună clădirile și peisajele proiectate și oferă recreere.
În ceea ce privește integritatea vizuală, prezența a două facilități sportive gigantice foarte apropiate de proprietate afectează priveliștile Bisericii dinspre lac. Impactul lor trebuie atenuat prin lucrări de remediere în peisaj.
Autenticitate
Pentru ca fuziunea arhitecturii cu alte arte să fie pe deplin înțeleasă, este nevoie de restaurarea peisajelor Burle Marx, care reprezintă un aspect crucial al ansamblului. Doar în două dintre componente (Cazinou și Ballroom) grădinile au fost complet cercetate și restaurate. Pentru celelalte două componente, o parte din grădina Bisericii a fost restaurată, dar nu și arboretul din spatele Bisericii din Piața Dino Barbieri și nu s-a lucrat încă la amenajarea Yacht Club (deși documentația a supraviețuit). Există un angajament de a aborda aceste probleme și de a întreprinde lucrările necesare de restaurare a grădinilor.
În ceea ce privește clădirile, autenticitatea Yacht Club a fost slăbită de modificarea puternică a designului, în special de clădirile suplimentare care trebuie îndepărtate, de pereții interioare introduse și de îndepărtarea unora dintre elementele sale decorative. Iar autenticitatea sălii de bal a fost afectată de noua intrare, care trebuie îndepărtată și cea originală recreată. Există acum angajamente de a întreprinde proiectele necesare de restaurare și restabilire pentru a inversa aceste schimbări și pentru a consolida autenticitatea ambelor componente.
Locuința mică, cu densitate redusă, din cartierul „Garden City” din jur este vulnerabilă la schimbarea utilizărilor și dezvoltării, cum ar fi hotelul mare de lângă Yacht Club, iar acestea ar putea avea un impact negativ asupra peisajului imediat al proprietății.
Protecție și management și cerințe
Proprietatea este protejata la nivel national, statal si local. La nivel național, ansamblul de clădiri și peisaj (care include părți din zona tampon) a fost protejat în 1997 de IPHAN (Institutul Național al Patrimoniului Istoric și Artistic). La nivel regional, ansamblul, de asemenea, din 1984, beneficiază de protecție la nivel de stat sub IEPHA-MG (Institutul de Stat al Patrimoniului Istoric și Artistic din Minas Gerais). În 2003 a fost acordată protecție și perimetrului înconjurător care acoperă cea mai mare parte a zonei tampon, dar exclude unele porțiuni la est și sud-vest. La nivel local, clădirile individuale au protecție locală.
Master Planul Belo Horizonte, 2010, definește zonele de planificare pentru oraș. Zona tampon și setarea mai largă dincolo de ea se află în diferite zone restrictive. Cu toate acestea, unele dintre acestea sunt protejate din motive de mediu, cum ar fi cele care cuprind parcurile și partea de lac din zona tampon, în timp ce zonele din jurul stadiilor sunt delimitate ca zone de „echipament mare”, iar alte zone sunt desemnate ca „densificare favorabilă”. ' zone sau pentru 'facilități comunitare la scară largă'. O restricție suplimentară de planificare este prevăzută de Zona Ghidurilor Speciale de Planificare (ADE).
Pentru a proteja contextul ansamblului proiectat ca nucleu al cartierului unui oraș-grădină, trebuie puse în aplicare o protecție consolidată și restricții specifice pentru zona tampon care să reflecte valoarea sa culturală ca context esențial pentru ansamblul proiectat.
Un plan de management stabilește o matrice de responsabilități. Acest plan trebuie să fie îmbunătățit pentru a oferi orientări strategice care pot suprapune managementul și luarea deciziilor ca angajamente formale de a progresa în domenii cheie și pentru a oferi o înțelegere suficient de clară a provocărilor legate de protejarea nu doar a clădirilor cheie din cadrul peisajului, ci și de asemenea, caracteristicile esențiale ale cartierelor tradiționale care completează ansamblul și formează împreună un peisaj urban istoric complex. Planul trebuie, de asemenea, să ofere un set mai țintit de indicatori de monitorizare care se referă la atributele definite ale valorii universale excepționale.
Pentru a reuni principalii factori interesați ai proprietății și ai zonei tampon, guvernul a creat un Comitet la care participă toate cele trei niveluri de guvernare. Are mandatul de a stabili liniile directoare pentru executarea Planului de management și de a promova executarea acțiunilor de către diferitele niveluri de guvernare și autorități municipale cu jurisdicție asupra ansamblului. În cadrul Municipiului există un grup de management care se ocupă de managementul de zi cu zi. Aceasta îi reunește pe cei responsabili pentru clădiri și pe cei cu responsabilități pentru promenadă și lac – în prezent în cadrul diferitelor departamente.
Doar 45% din bazinul Pampulha se află în municipiul Belo Horizonte, în timp ce restul se află în municipiul Contagem. Deși Municipalitatea Contagem participă la programul de Recuperare a Bazinului Pampulha, care tratează probleme de mediu, participarea sa trebuie extinsă și la aspectele culturale.